# Global Positioning System

Exempel på ett simulerat GPS med 24 satelliter. De gröna strecken visar vilka och hur många satelliter som är synliga (och därmed mottagbara) för en GPS-mottagare utan hinder vid jordytans horisont.

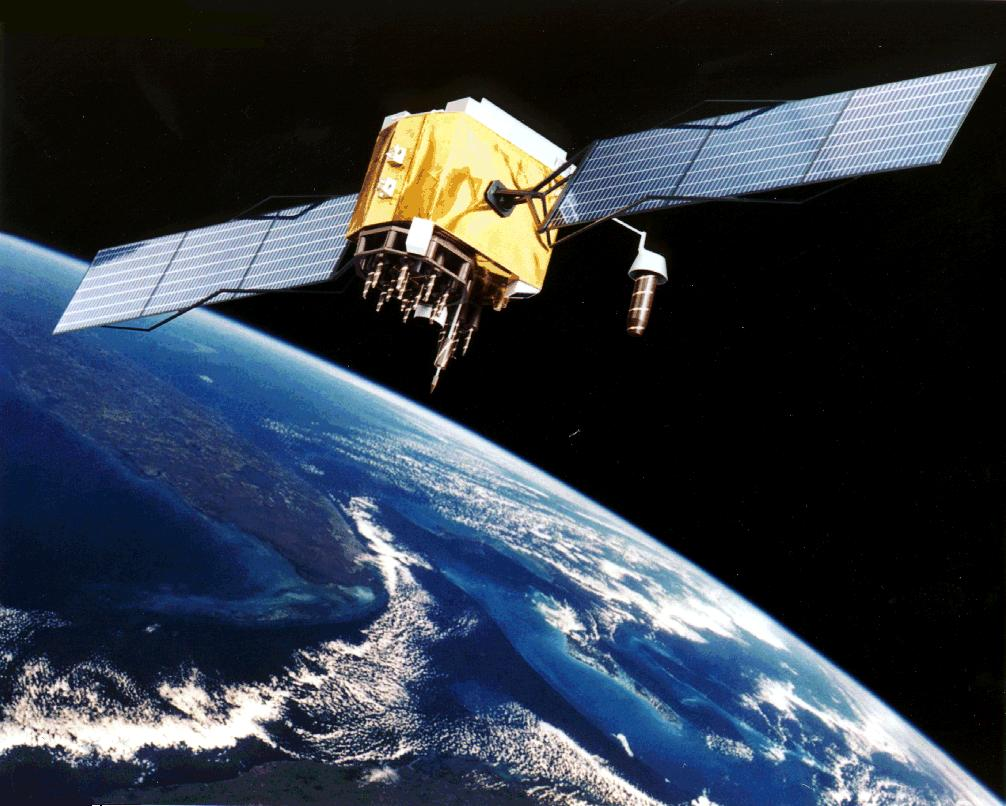
GPS-satellit i bana runt jorden.

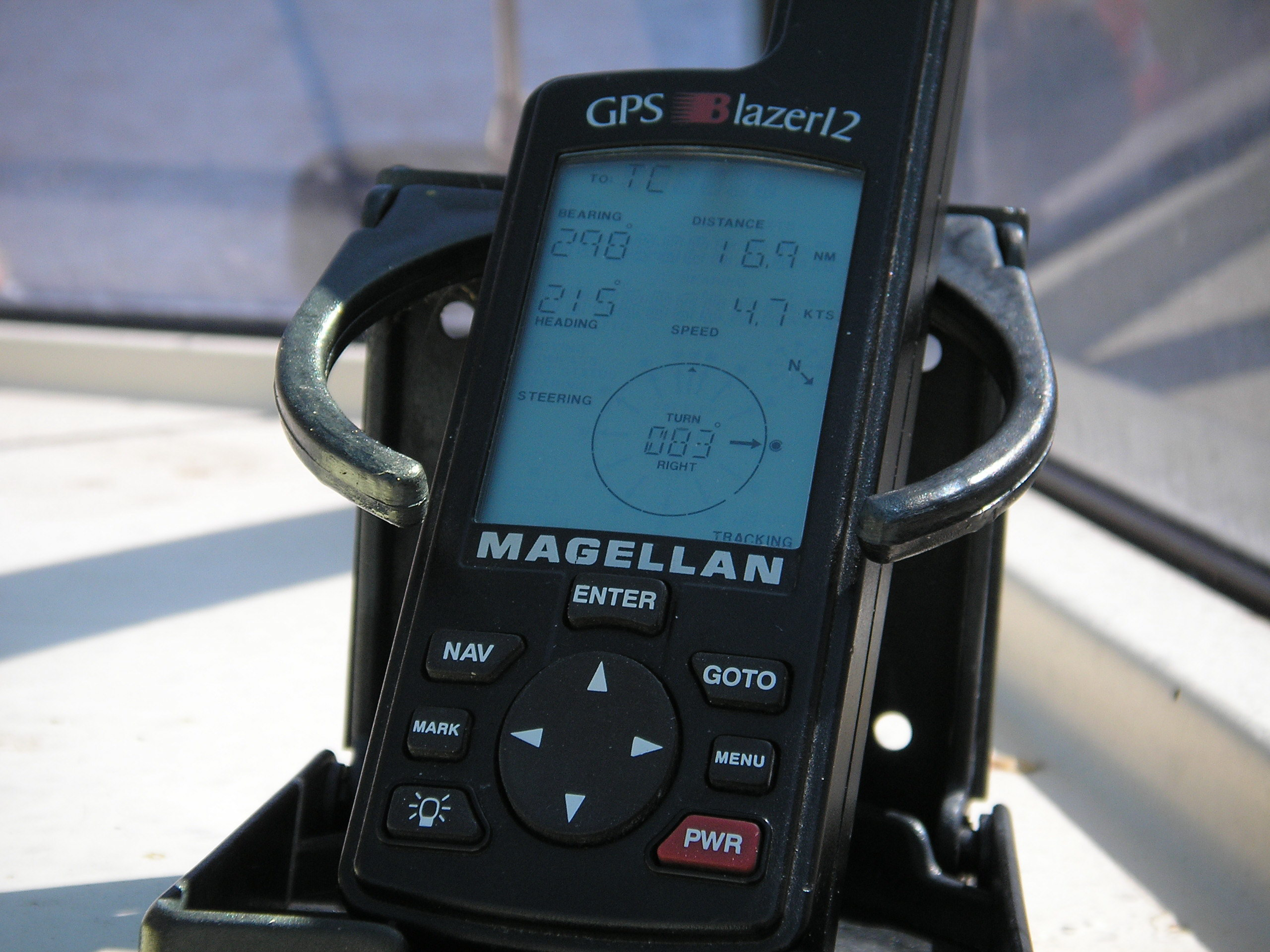
Bärbar GPS-mottagare.

NAVSTAR GPS, vanligen kallat enbart GPS (förkortning av Global Positioning System) är ett system för satellitnavigering och länge det enda allmänt användbara. Det utvecklades under 1970-talet av det amerikanska försvarsdepartementet men sattes inte i drift förrän i maj 1994. En uppsättning av 27 satelliter (24 ordinarie och tre i reserv) är 2015 i drift. Detta ger möjlighet för alla med en GPS-mottagare att bestämma sin position (longitud, latitud och altitud), oavsett väder, dag som natt – och var som helst på jorden.
GPS har under de senaste åren blivit användbart i många sammanhang, som ett nödvändigt system i modern navigation på land, hav och i luften runt hela världen, såväl som inom geodetisk mätning. GPS har också blivit en viktig och användbar tidsreferens i vårt samhälle, då signalen som sänds ut från satelliterna innehåller tidsinformation från inbyggda atomur.
Andra liknande system är ryska Glonass och kinesiska Compass (Beidou-3) och europeiska Galileo.

## Allmänt

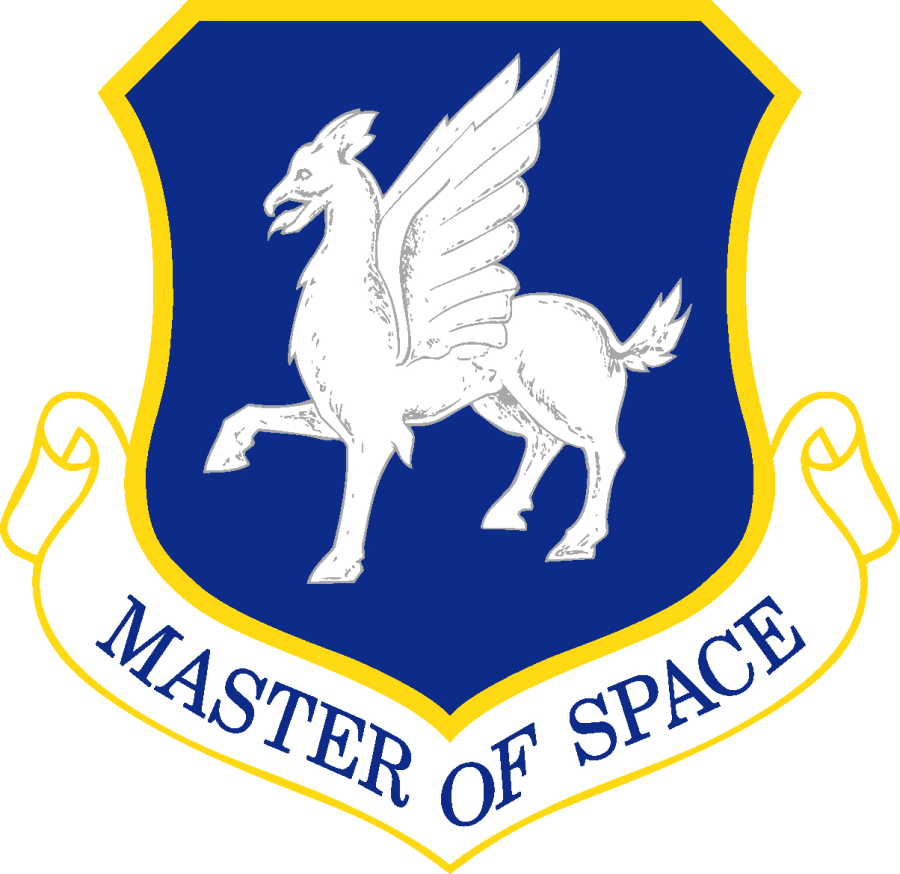

Matematikern Gladys West brukar anges som en av de matematiker som la grunden för GPS-tekniken. Hon var anställd vid Naval Support Facility Dahlgren från 1956 och hade till uppgift att räkna på omloppsbanor för de satelliter USA skickade upp i rymden. Hon analyserade data från olika satelliter och kunde på så sätt sätta ihop beräkningar för formen på jordens yta.
Det amerikanska försvarsdepartementet utvecklade systemet under namnet NAVSTAR GPS (Navigation Signal Timing and Ranging GPS) och lanserade den första experimentsatelliten 22 februari 1978. Satelliterna är tillverkade av USA:s flygvapen och kostnaden för att upprätthålla dessa är runt 400 miljoner USD per år, inklusive ersättning av satelliter. GPS är tillgängligt för alla och gratis i privat bruk.
I slutet av 2005 skickades den första satelliten i serien av den andra generationens GPS upp till uppsättningen av GPS-satelliterna, för att erbjuda ny kapacitet och fler tjänster, där bland annat en civil GPS-signal, L2C, för ökad noggrannhet och tillförlitlighet. Fram till 2015 har ytterligare åtta satelliter i generationen skickats upp, för att utöka täckningen av L2C och lägga till en tredje och fjärde signal till systemet, såväl som för militära ändamål.
Möjligheten att precisera sin position ytterligare kommer att utökas under de närmaste åren bland annat med WAAS, den amerikanska motsvarigheten till EGNOS, vilket är tillgängligt sedan augusti 2000. WAAS erbjuder signaler med en noggrannhet av tre meter för kompatibla mottagare. Inom en snar framtid kommer GPS att kunna erbjuda en noggrannhet på upptill en centimeter över kortare avstånd, med hjälp av bland annat differentiell GPS. I praktiken gäller dock i många sammanhang en betydligt sämre noggrannhet, bland annat för att kartorna kan ha rätt stora fel.
Satelliterna i GPS-systemet är utplacerade i sex olika banor på cirka 22 000 km höjd och med en omloppstid på tolv timmar. Banhöjden är i satellitsammanhang av "medelhöjd" och kan bland annat jämföras med kommunikationssatelliter som kretsar i banor på upp till 2 000 km över jordytan.
Vid varje enskilt tillfälle är statistiskt sett minst sex satelliter tillgängliga för GPS-användare, oavsett plats på jordytan; detta är dock ingen kravspecifikation i systemet. Beroende på satellitens operationella skick kan en GPS ange hälsotillståndet hos satelliten.
Ur användarens perspektiv handlar GPS om envägskommunikation, där satelliten skickar ut signaler som GPS-mottagaren tar emot. Mellan kontrollstationerna på marken och satelliten sker dock kommunikation åt båda hållen.

## Användning av GPS

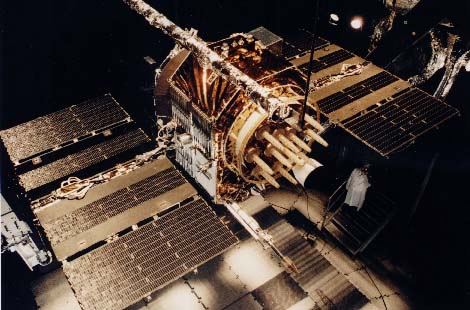
Satellit för NAVSTAR GPS.

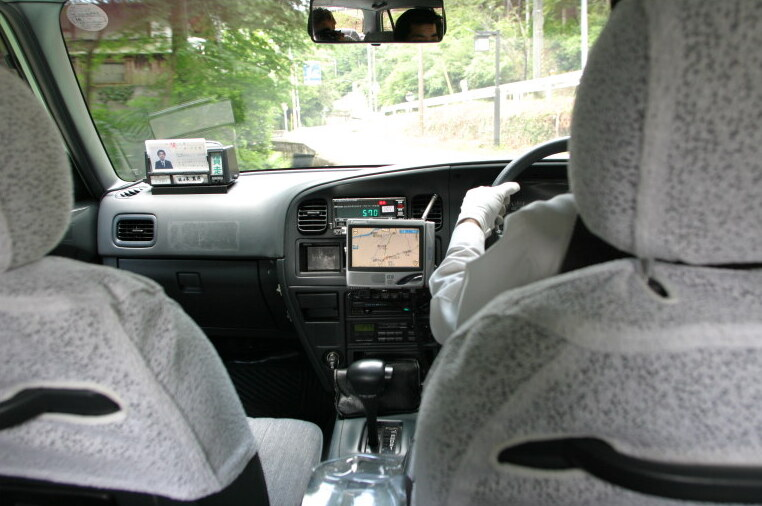
Taxi i Kyoto utrustad med GPS.

### Navigering
GPS används över hela världen av människor för navigeringshjälp, bland annat i telefoner, cyklar, bilar, flygplan och båtar. Systemet kan också användas i truckar, skogsmaskiner och andra fordon. Bergsklättrare och vandrare har ofta GPS-mottagare. Även piloter för glidflygplan eller liknande använder ofta GPS för att fastställa avståndet till landningsplatser för att öka sin precision. Billigare GPS-mottagare följer ofta med en handdator, telefon, bildator eller liknande. Det finns också utrustningar som är tillgängliga för människor med funktionshinder, vid till exempel synskador.
Absolut navigering är navigering som sker direkt i förhållande till GPS-satelliterna. Motsatsen är relativ navigering, vilken sker i förhållande till en referensstation på jordytan. Jämför även differentiell GPS.

### Militären
GPS gör det möjligt för militären att förbättra sina vapen, inklusive precisionsvapen som kryssningsrobotar, såväl som att få bättre lokalkännedom. Satelliterna är också utrustade med detektorer för att lokalisera kärnvapen, vilket är det viktigaste för projektet Vela. Civila GPS-mottagare är begränsade med altituden för att dels förhindra att dessa används som improviserade missiler. Den militära utrustningen är också mer utvecklad än den civila.

### Flygpassagerare
De flesta flygbolag tillåter passagerare att använda GPS-utrustning under sina flygningar, dock med undantag för start och landning, då också annan elektronisk utrustning är otillåten.

## Historia
GPS var inte det första satellitbaserade systemet för positionsbestämning. Redan med Sputnik (som hade en radiosändare) diskuterades möjligheten att mäta frekvensförskjutningar (dopplereffekt) hos satellitens signaler för att beräkna positioner på jorden. Man märkte i USA att man kunde beräkna Sputniks bana väldigt exakt, och man förstod att man kunde beräkna sin position genom att jämföra observationer av satelliten med tidigare observationer från en känd plats.
Under tidigt 1960-tal lanserades den amerikanska flottans system Transit, som med hjälp av dopplermätningar kunde beräkna positioner på jorden. Navstar GPS började byggas upp under 1970-talet. Den första testsatelliten sköts upp 1978 och den första produktionssatelliten 1989. Systemet driftsattes i maj 1994, när det fanns 24 satelliter i sex olika banplan runt jorden. Året därpå stängdes det gamla Transit-systemet ned.
GPS utvecklades av USA:s försvar för bland annat navigering av robotar, men det har också kommit att få en bred civil användning.
Satelliter som ingick i den första serien, försöksserien, kallas Block I-satelliter. Den andra serien, produktionsserien, kallas Block II. Inom denna serie finns flera generationer, till exempel Block II A, Block II B. Block III-satelliterna kommer att ingå i den tredje serien. Utmärkande för denna serie är den adderade tredje frekvensen L5.
Livslängden för de tidiga GPS-satelliterna var 7,5–10 år, beroende på generation. Satelliterna i generationen som började utplaceras 2005 (GPS IIF) är planerad att verka i upp till 15 år.
Driftledningscentralen (engelska: master control station, MCS) för GPS-systemet är den markstation från vilken driften av satellitsystemet leds. Driftsledningen för GPS ligger i Colorado Springs i USA.
För drift av GPS-systemet används monitorstationer (markstationer som löpande registrerar satellitsignaler och övervakar systemet) i Hawaii, Colorado Springs, Ascension, Diego Garcia och Kwajalein.
SVN-numret är ett identifikationsnummer för en GPS-satellit och utgörs av ett löpnummer i uppskjutningsordning. SVN är en förkortning för Satellite Vehicle NAVSTAR.
GPS är idag (mitten av 2010-talet) ett av tre färdigetablerade system för satellitnavigering; de två andra är ryska Glonass och kinesiska Beidou. Fram till 2020 färdigställs även det europeiska systemet Galileo.

### Avstånds- och tidmätning
Positionsbestämning med GPS bygger på avståndsmätning med trilateration från ett antal satelliter. Satelliterna skickar kontinuerligt ut information om exakt tid och datum (i kodad form), identitet (vilken satellit som sänder), status samt uppgifter om var satelliten befinner sig vid varje given tidpunkt. GPS-systemet bygger på att tidgivningen är mycket noggrann. Detta åstadkoms på flera sätt. Varje satellit har fyra atomklockor ombord – en som används och tre i reserv. För att tidmätningen skall bli noggrann krävs att alla satelliter kan skicka ut sina koder samtidigt inom snäva marginaler. Detta görs genom att satelliternas atomur synkroniseras från en huvudklocka på marken.
Avståndsmätningen går till så att man mäter skillnaden i tiden det tar för varje satellits signal att nå mottagaren.  Eftersom signalen går med ljusets hastighet går det då att räkna ut hur långt det är till satelliten. Med hjälp av att jämföra de olika satelliternas klockslag hos mottagaren, går det att med hjälp av triangulering bestämma positionen hos GPS-mottagaren oberoende vilken tid GPS-mottagaren är inställd på. För detta krävs information från minst 4 satelliter. Det krävs också att positionen hos satelliten är känd; detta sker genom att satelliten beräknar sin position i dess omloppsbana och dessutom rekalibreras dagligen ifrån markstationer.

## Positionsmätning

### Banor, spårstationer och koder
En baninmätning inom GPS innebär en bestämning av en satellits bana med optiska eller elektroniska hjälpmedel, exempelvis med hjälp av dopplereffekten.
En spårstation (engelska: tracking station) är en markstation med noggrant bestämd position i ett globalt koordinatsystem där satelliter observeras i syfte att bestämma deras banor.  För drift av satellitsystemet finns spårstationer i Hawaii, Colorado Springs, Ascension, Diego Garcia och Kwajalein. 
Eftersom satellitens position är känd går det att beräkna positionen på ytan till en imaginär sfär med en viss radie (=avståndet till satelliten). Då mottagaren har fått samma information från tre olika satelliter kan den räkna ut positionen (i skärningspunkten mellan de olika sfärytorna).
Systemet sänder på två frekvenser: 1575,42 MHz (L1) och 1227,60 MHz (L2). L2 är den militära frekvensen. Dock så använder militära mottagare den civila signalen för att skicka P(y)-kod (för att få högre precision). För att störa ut signalerna behövs en relativt avancerad utrustning. P-koden består av en mycket lång följd av binära tvåfasmoduleringar på bärvågen med överföringshastigheten 10,23 Mbit/s. P-koden har en period på 267 dygn. Varje veckolångt segment av P-koden är unikt för varje enskild GPS-satellit och återstartas varje vecka. Benämningen P-kod står för precise code eller protected code. Y-koden är en krypterad P-kod. A-S (förkortning för anti-spoofing) är en kryptering av P-koden till en Y-kod för att förhindra att falsk satellitdata ersätter den korrekta signalen.
Sändareffekten ligger på cirka 27 W. Antennförstärkningen är 10–17 dBi. På grund av avstånd och utspädning ligger mottagen effekt kring −160 dBi, alltså upp till 27 dB svagare än bakgrundsbrus.

### Kinematiska bestämningar
Kinematisk positionsbestämning är positionsbestämningar där GPS-mottagaren är i rörelse. Kinematisk relativ positionsbestämning är en kinematisk positionsbestämning i förhållande till en referensstation på jordytan. GPS-mätning sker samtidigt med en referensstation och med en rörlig GPS-mottagare. Relativ positionsbestämning ger högre precision än absolut positionsbestämning som är positionsbestämning med mätning enbart direkt i GPS-mottagaren. Vid optimala förhållanden uppnås noggrannheter på 1–2 cm i horisontalplanet och ca 4–5 cm i höjd.
Relativ positionsbestämning är bestämning av relativa positioner mellan två eller flera mottagare vilka samtidigt observerar samma satellitnavigering som sker direkt i förhållande till GPS-satelliterna.
Relativ mätning är i GPS-sammanhang en samtidig mätning på minst två stationer vid vilken koordinatdifferenserna mellan de olika stationernas positioner kan bestämmas. Se även differentiell GPS.
Referensen vid relativ navigering och positionsbestämning görs via en referensstation – en markstation med känd position. En fast referensstation är en referensstation där GPS-observationer utförs kontinuerligt.
Pseudokinematisk mätning är ett specialfall av statisk positionsbestämning vid vilket varje baslinje observeras under ett antal korta intervall med långa uppehåll emellan. Man utför mätning 5–10 minuter på en station vid två eller flera tillfällen med ungefär 1 timme mellan mättillfällena.

### Övrigt
Statisk positionsbestämning är positionsbestämning med stillastående mottagare. I GPS-sammanhang underförstås statisk relativ positionsbestämning genom fasmätning, där mottagarna står stilla på stationerna under en längre tid.
När GPS-data samlas samtidigt av två eller flera mottagare kallas det en observationssession. Den tidsperiod som därefter används för beräkningen av positionen benämns beräkningssession och sammanfaller oftast med observationssessionen men kan även bestå av enbart en del av den.
Baslinjeprogram är program för beräkning av koordinatdifferenser, där GPS-observationer för varje baslinje utjämnas var för sig. Dessa ska skiljas från multistationsprogram (även flerstationsprogram), där man observationer för fler än två stationer utjämnas i en gemensam beräkning.
Oberoende baslinjer är baslinjer bestämda för oberoende observationssessioner. Ett visst beroende förekommer mellan olika sessioner då samma satellitsystem används.
Bärvågsmätning (engelska: carrier measurement) är mätning på bärvågssignalen utan användande av koderna för avståndsberäkning. Bärvägsmätning används vid RTK och ger vid fixlösning en noggrannhet på några centimeter. Bärvågsunderstödd kodmätning är å sin sida filtrerad med integrerad doppler. Bärvågsunderstödd kodmätning används av bättre DGPS-mottagare och ger en noggrannhet på 2–5 decimeter.
Korrektionssignaler är inom satellitnavigering signaler som sänds ut från en referensstation till GPS-mottagare och som innehåller information för korrigering av pseudoavstånd eller position. Korrektionssignalen kan anges i standardiserat format, till exempel RTCM SC-104-format, vilket omfattar korrektion av pseudoavstånd (pseudoavståndskorrektion) samt korrigeringens ändring per tid (pseudoavståndsändringskorrektion). Formatet har utarbetats av Radio Technical Commission for Marine Services (RTCM SC-104).
Pseudoavstånd  är avståndsvärdet som framräknats ur tidsskillnaden mellan tidpunkten för utsändning (i satellittid) och tidpunkten för mottagning (i mottagartid) av en satellitsignal. Pseudoavståndet innehåller felet i synkronisering mellan satellitens och mottagarens klockor.
UERE (av engelska user equivalent range error) är en term för det samlade bidraget från olika felkällor vid mätning av pseudoavstånd. De individuella felkällorna är omvandlade till längdenheter under antagande att varje felkälla är okorrelerad med andra felkällor. UERE anges i satellitmeddelandet.

## Mottagning och relaterade begrepp
Antennskifte eller antennbyte (engelska: antenna swapping) är en metod för bestämning av baslinje för beräkning av periodobekanta genom inbördes skifte av mottagarantenner.
Referensmottagaren placeras över en känd punkt och den rörliga mottagaren placeras över en hjälppunkt 2–10 m därifrån, varefter ett par observationer registreras av båda mottagarna. Därefter skiftas antennerna så att referensmottagarens antenn placeras över referenspunkten, varefter ytterligare observationer utförs. Därefter skiftas antennerna igen och data registreras på nytt.
Periodobekanta motsvarar i GPS-sammanhang ett okänt antal hela våglängder mellan satellit och mottagare vid början av en fasmätning.
Bandspridningssystem innebär att signalen delas upp i delar som sprids över ett frekvensband som är mycket bredare än den minsta bandbredd som är nödvändig för överföring av informationen. För mottagning krävs att en synkroniserad spridningssignal finns tillgänglig. I GPS-systemet ger synkroniseringen ett mått på signalens ankomsttid, och eftersom utsändningstidpunkten kan anges av satellitmeddelande kan avståndet beräknas.
Elektriskt centrum eller fascentrum hos mottagarantennens elektriska centrum är den punkt som positionsbestäms. Denna punkts läge kan variera något med intensitet och riktning hos de inkommande signalerna. Se även excentrisk anomali och medelanomali.

### Koder
En kodlös mottagare är GPS-mottagare som inte utnyttjar P-koden eller C/A-koden. En kodlös mottagare kan inte utföra pseudoavståndsmätning, och mottagarens klocka kan inte uppdateras av satellitsignalen. Satellitmeddelandet måste dessutom tillföras utifrån. Två olika mätmetoder används för GPS-mätning utan kännedom om koden: bärvågsmätning med kvadreringsteknik och kodfasmätning.
Kodfasmätning är en mätning av fas på antingen P-koden eller C/A-koden. Mätningen kräver att man känner till kodens utsändningsfrekvens, dock inte själva koden.
Kodlåsning är en teknik med vilken den mottagna koden, genererad av satelliten, jämförs med den interna koden, genererad av mottagaren. Den senare fördröjs så att de två koderna passar ihop.

## Referenssystem
GPS-systemet använder sig av referenssystemet WGS84 som ger positionen med longitud och latitud. Svenska sjökort har normalt koordinater och rutnät enligt WGS84. Svenska landkartor använder istället Rikets Triangelnät (RT 90) med x- och y-koordinater. Mellan WGS84 och RT 90 kan det skilja upp till några hundra meter inom Sverige. Det finns program som räknar om mellan de olika koordinatsystemen och vissa GPS-mottagare har detta inbyggt. RT90 håller på att fasas ut och ersätts av SWEREF 99 som är mer anpassat mot WGS84.

## Selective Availability
GPS är utvecklat av USA för militära ändamål. För att inte ge andra försvarsmakter samma möjligheter som den egna lades en medveten störning på GPS-signalen. Selective Availability (SA) försämrade noggrannheten vid absolut mätning med 70–100 meter. Amerikanska försvaret kunde på detta sätt få tillgång till en större noggrannhet än andra, och fick på det sättet en fördel. Det utvecklades dock system som kunde korrigera GPS-signalen och ta bort SA-försämringen, exempelvis DGPS. Med DGPS kan man till och med åstadkomma en exaktare positionering än med GPS utan SA.
SA slogs av från och med den 2 maj 2000 efter ett presidentbeslut av Bill Clinton. Detta gjorde att privatpersoner kunde få tillgång till den förbättrade noggrannheten, något som företag och stater redan kunnat få via DGPS. Eftersom GPS är ett militärt system kan dock SA eller ett liknande system slås på igen utan föregående varning.
SA kunde slås av då det delvis spelat ut sin roll efter uppkomsten av DGPS och liknande system. Inom både EU och Ryssland pågår utveckling av nya modernare system, Galileo och GLONASS. Genom att slå av SA är inte risken lika stor att USA kommer att tappa användare till EU och Ryssland.

## Störningar
Vid konfliktsituation kan det vara av intresse för parterna att störa motståndarens tillgång till navigering och precisionsvapen och därför har ett antal olika system utvecklats för störning av GPS, dock inget känt svenskt. Ett exempel är det ryska Aviaconversiya MAKS 1999 som har en uteffekt på 8 W och drivs av ett 12 V -batteri. Systemet väger ca 3 kg. Det stör inom en radie på 45 km i öppen terräng. Att störa GPS är billigt och orsakar stora problem för motståndaren.
En mer avancerad attack på systemet sänder falsk information: en störningssändare tränger ut de svaga signalerna från satelliterna varefter falskt data skickas med något kraftigare signaler (så att signal-brusförhållandet förblir normalt). Mottagaren tror sig få signalerna från ett antal satelliter och kommer att beräkna sin position enligt dem, och möjligen också uppdatera sin klocka och annan information. Denna sorts attack används sedan 2023 i stor skala vid olika konflikthärdar t.ex. i Mellanöstern, vid Svarta havet och i Ryssland och Ukraina. Attackerna upplevs som ett stort säkerhetsproblem för den civila luftfarten, också om ingen sådan attack så vitt man vet riktats specifikt mot civila flygplan (de främsta målen antas vara drönare), delvis för att falsk information kan bli kvar i olika system och göra dem opålitliga. Attacken kan, förutom vid fasta stationer, som vet sin position, upptäckas med system som har tillgång till de krypterade koderna – vilket den civila luftfarten inte har – eller som gör en rimlighetsbedömning av datat, vilket kan vara svårt.
Då även GPS-systemet används för tidssynkronisering av andra system till exempel Tetrastandarden är det svårt att överblicka vilken effekt en utslagning av GPS skulle medföra.